# Joodse begraafplaats (Hasselt)
De Overijsselse stad Hasselt kende in de loop der jaren twee Joodse begraafplaatsen. De oudste begraafplaats werd in 1774 in gebruik genomen en lag op een stuk land buiten de Veenepoort. In 1825 verwoestte een overstroming deze begraafplaats, waarna een nieuwe locatie moest worden gezocht. Deze nieuwe begraafplaats kwam achter het Van Stolkpark aan het Bolwerk en is bewaard tot op de dag van vandaag.

## Historische achtergrond
Reeds halverwege de 16de eeuw werkten twee Joodse artsen in Hasselt. Zij woonden er slechts enkele jaren. In 1720 werd de Sefardische Joden een vergunning tot vestiging verleend, maar deze bedankten. Later vestigde zich wel Asjkenazische Joden in Hasselt. Begin 19de eeuw bouwde men een synagoge in de Ridderstraat. Na de Tweede Wereldoorlog werd de Joodse gemeenschap van Hasselt bij Zwolle gevoegd.

## Afbeeldingen

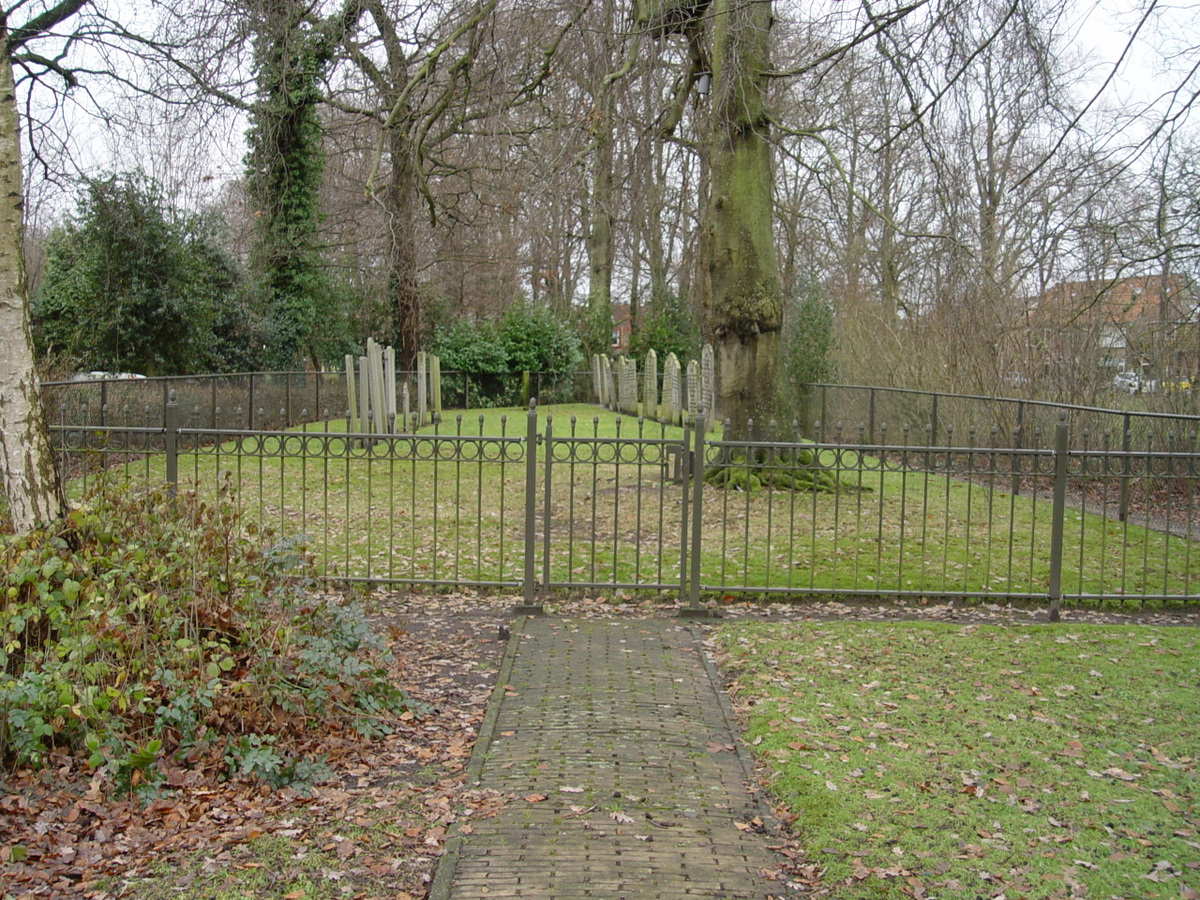
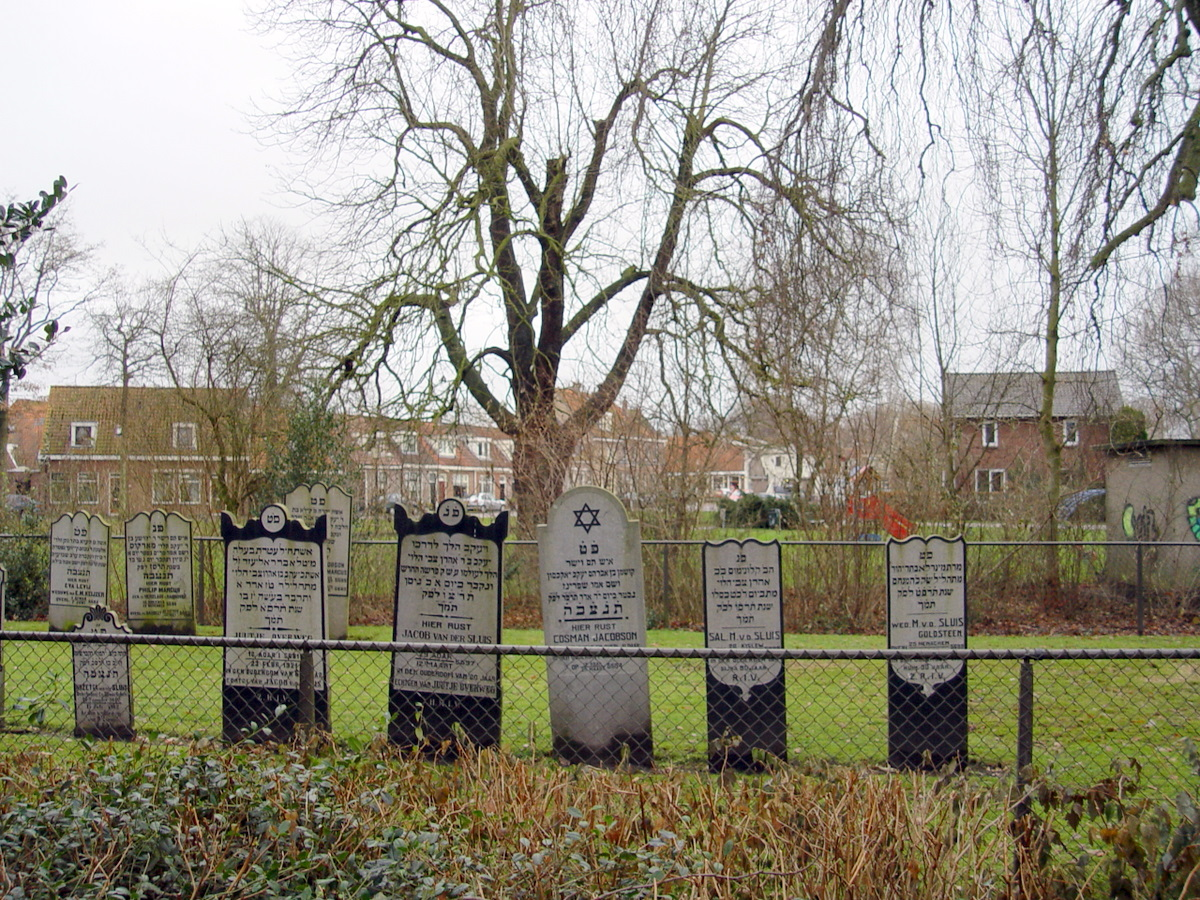
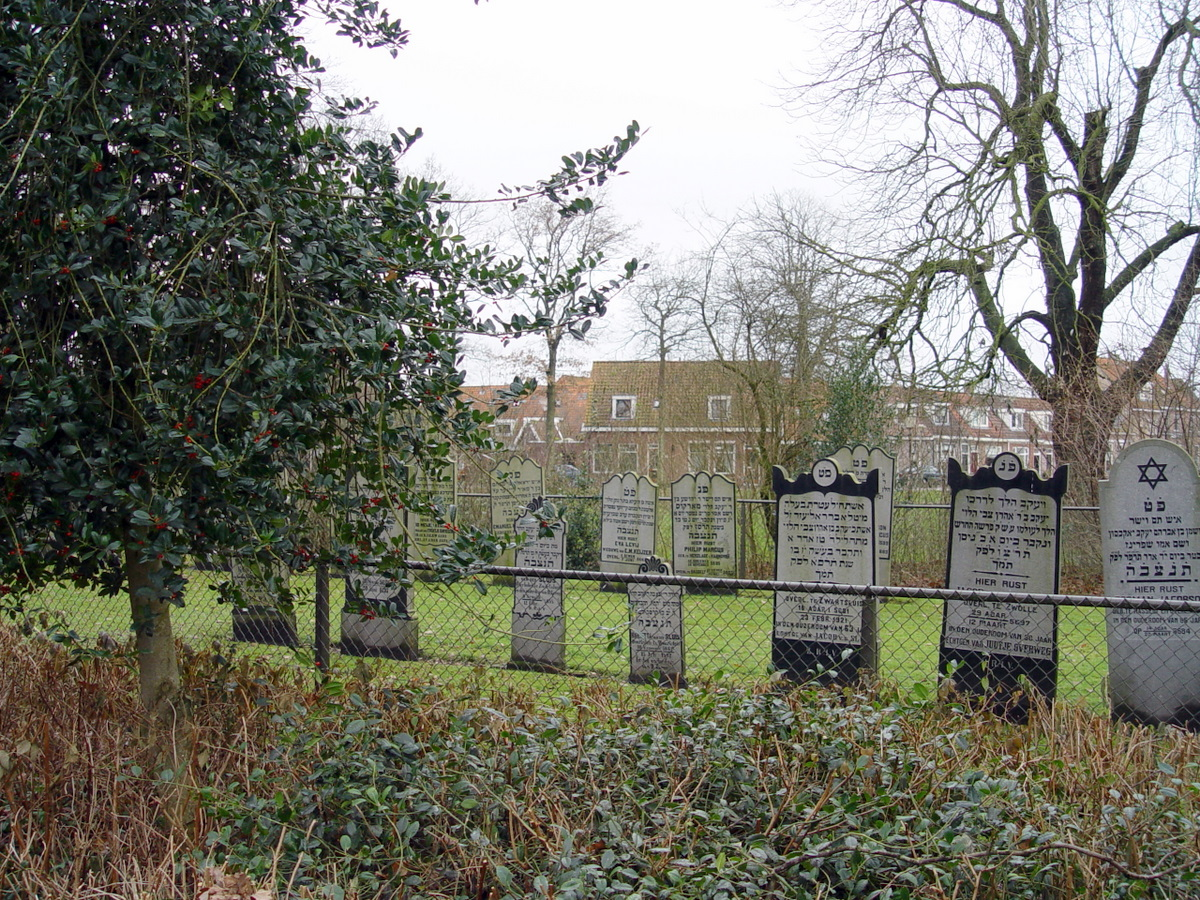